# Nadchodzi Navy
Nadchodzi Navy (ang. Here Comes the Navy) – amerykański film z 1934 w reżyserii Lloyda Bacona.

## Obsada
- James Cagney
- Pat O’Brien
- Gloria Stuart
- Frank McHugh
- Dorothy Tree

## Nagrody i nominacje
| Nazwa nagrody | Wygrane            | Nominacje                                  |
| ------------- | ------------------ | ------------------------------------------ |
| Oscar         | 1935 bez rezultatu | 1935 Najlepszy film wytwórnia Warner Bros. |